# NGC 751
NGC 751 este o galaxie eliptică situată în constelația Triunghiul. A fost descoperită în 11 octombrie 1850 de către William Parsons, 3rd Earl of Rosse⁠(d).